# برونو ماسوت
برونو ماسوت (بالفرنسية: Bruno Massot)‏ هو متزلج فني على الجليد فرنسي ألماني ولد في يوم 28 يناير 1989 في مدينة كان. أبرز إنجازاته هو فوزه بالميدالية الذهبية في دورة الألعاب الأولمبية الشتوية 2018 في بيونغتشانغ في كوريا الجنوبية. كما فاز بثلاثة ميداليات ذهبية وفضية وبرونزية في بطولة العالم.